# Домингес, Эдуардо
Эдуа́рдо Родри́го Доми́нгес (исп. Eduardo Rodrigo Domínguez; род. 1 сентября 1978[…], Ланус, Буэнос-Айрес) — аргентинский футболист, выступавший на позиции защитника. В настоящее время — тренер.

## Биография

### Игровая карьера
Домингес начал профессиональную карьеру в клубе «Велес Сарсфилд», в составе которого выиграл аргентинскую Примеру в 1998 году. В 2002 году Эдуардо покинул «Велес» и по сезону отыграл за «Олимпо», «Расинг» и «Индепендьенте». В 2006 году Домингес решил попробовать свои силы за пределами Аргентины и подписал контракт с колумбийским «Индепендьенте». После возвращения на родину Эдуардо полгода провёл в «Уракане».
Летом 2008 года Домингес принял приглашение американского «Лос-Анджелес Гэлакси». 19 июля в матче против «Нью-Йорк Ред Буллз» он дебютировал в MLS. После истечения срока рабочей визы Эдурадо вернулся в «Уракан». Отыграв два сезона, он перешёл в «Олл Бойз». 8 августа в матче против своего бывшего клуба «Расинга» Домингес дебютировал за новую команду. 23 августа в поединке против «Бока Хуниорс» он забил свой первый гол за «Бойз».
В 2012 году Эдуардо в третий раз вернулся в «Уракан». Через год он на правах аренды полгода отыграл за «Атлетико Рафаэла». После возвращения Домингес помог «Уракану» выиграть Кубок Аргентины. 25 февраля в поединке Кубка Либертадорес против венесуэльского «Минерос Гуаяна» Эдурадо забил гол, реализовав пенальти.

### Тренерская карьера
По завершении карьеры футболиста стал работать тренером. Первой командой, которую Домингес возглавил в качестве главного тренера, стал «Уракан» в сезоне 2015/16. В 2017—2018 годах тренировал «Колон». В декабре 2018 года был назначен главным тренером «Насьоналя». Выиграл с этой командой Суперкубок Уругвая в начале 2019 года. Однако после серии неудачных матчей в чемпионате был уволен 17 марта того же года.

## Достижения
В качестве игрока
- Чемпион Аргентины (1): Клаусура 1998
- Обладатель Кубка Аргентины (1): 2013/14
- Обладатель Суперкубка Аргентины (1): 2014

В качестве тренера
- Обладатель Кубка Профессиональной лиги Аргентины (1): 2021
- Обладатель Суперкубка Уругвая (1): 2019